# Vittorio Italico Zupelli
Vittorio Italico Zupelli (Capodistria, 1859. március 6. – Róma, 1945. január 22.) olasz tábornok és politikusként az Olasz Királyság hadügyminisztere volt az első világháborúban.

## Élete
Vittorio Italico Zupelli 1859. március 6-án született Capodistrián, az Osztrák Császárságban, Giuseppe Zupelli és Maria Canciani gyermekeként. Tizenévesként elhagyta az Osztrák–Magyar Monarchiát, és a Szárd–Piemonti Királyságba ment tanulni. A padovai egyetemre járt, innen 1877-ben átiratkozott a torinói királyi hadiakadémiára (Accademia Reale di Torino).
1878. október 1-jén a katonai végzettséget szerzett, 1888-ban pedig elvégezte a katonatiszti főiskolát. 1901. december 19-én előléptették alezredessé, 1907. február 3-án pedig ezredessé. 1911 és 1912 között részt vett az olasz-török háborúban. 1912. december 22-én elérte a dandártábornok rendfokozatot.
Az első világháború kitörése után néhány hónappal – 1914. október 11-én – Domenico Grandi utódaként kinevezték hadügyminiszternek. Ezen megbízatása 1916. április 4-ig tartott. 1918. március 21 és 1919. január 17 között újra betöltötte ezt a tisztséget. Emellett 1918. május 15 és szeptember 15 között átmeneti jelleggel betöltötte a fegyver- és lőszerügyi miniszteri tisztséget is. 1919. január 1 és 17 között ugyancsak átmenetileg ellátta a katonai segítség és háborús nyugdíjak miniszteri pozícióját is. Pályafutása során számos kitüntetést kapott. A háború után számos képviselőtestület tagja volt. 1945. január 22-én hunyt el Rómában.